# Malpas, Doubs
Malpas är en kommun i departementet Doubs i regionen Bourgogne-Franche-Comté i östra Frankrike. Kommunen ligger i kantonen Pontarlier som tillhör arrondissementet Pontarlier. År 2022 hade Malpas 287 invånare.

## Befolkningsutveckling
Antalet invånare i kommunen Malpas
Referens:INSEE